# 高崎機関区
高崎機関区（たかさききかんく）は、群馬県高崎市双葉町に所在する日本貨物鉄道（JR貨物）の車両基地である。関東支社管轄。高崎線高崎操車場に隣接した位置に所在し、車両（電気機関車）と乗務員（運転士）が所属する。

## 概要
車両の出入区は高崎操車場から行われる。本機関区には検修部門も設置されており、所属する機関車の交番検査や重要部検査を行っている。なお、埼玉県熊谷市の熊谷貨物ターミナル駅構内に設置されている検修施設（貨車の交番検査を行う）に、かつて本機関区の派出所（高崎機関区熊谷貨物ターミナル駅派出）があった。
1943年（昭和18年）10月の高崎操車場開設時に高崎機関区（初代）の貨物部門が移転して設けられた車両基地を前身とし、1945年（昭和20年）2月に高崎機関区から高崎第二機関区として改組・分離した。1947年（昭和22年）10月の上越線全線電化に伴い高崎第二機関区にEF12などの電気機関車が配置され、本機関区は貨物専門の車両基地から電気機関車担当の基地となった。国鉄時代末期の1987年（昭和62年）3月には貨物部門を高崎機関区と改称、同年4月の国鉄分割民営化によりJR貨物が継承した。
2011年（平成23年）から、碓氷峠鉄道文化むらで動態保存されている国鉄EF63形電気機関車の車輪削正などの検査を請け負っている。

## 歴史
- 1943年（昭和18年）10月1日：高崎操車場開設[8]と同時に高崎機関区（初代）の貨物部門が移設[注 5]。
- 1945年（昭和20年）2月1日：高崎機関区（初代）から高崎第二機関区に改組・分離[注 6]。
- 1947年（昭和22年）10月1日：上越線全線電化[12]に伴い、EF12などの電気機関車が配置[13]。これ以降、同機関区は電気機関車配置基地となる。
- 1949年（昭和24年）6月1日：「日本国有鉄道法」の発令により、日本国有鉄道が発足。管轄が運輸省鉄道総局から移管[16]。
- 1987年（昭和62年）
  - 3月1日：高崎第二機関区の貨物部門を高崎機関区に改称[14]。
  - 4月1日：国鉄分割民営化によりJR貨物が継承[11]。

## 配置車両に表示される略号
- 〔髙〕…高崎を意味する。

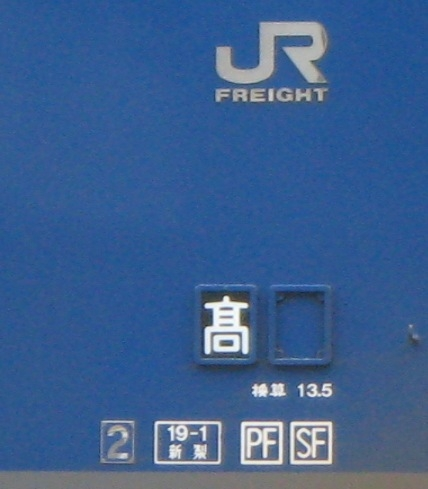
EH200形電気機関車に表示される「」の区名札（撮影:2010.05、高崎機関区）

高の異体字である「髙」を使用している。なお、「高」は四国旅客鉄道（JR四国）高松運転所に所属する車両の一部が表記している。

## 配置車両
2019年3月現在の配置車両は以下のとおり。運用区間は2022年3月12日改正時点のものである。
EH200形電気機関車
900番台1両、0番台24両の計25両が配置されている。
- 東海道貨物線：東京貨物ターミナル駅 - 川崎貨物駅 - 浜川崎駅間
- 南武線：浜川崎駅 - 尻手駅 - 立川駅間、尻手駅 - 新鶴見信号場間
- 武蔵野線：（本線）鶴見駅 - 新鶴見信号場 - 西浦和駅 - 南流山駅 - 西船橋駅間、（支線）新小平駅 - 国立駅間、（支線）西浦和駅 - 大宮操車場間（支線）南流山駅 - 馬橋駅間
- 京葉線：西船橋駅 - 蘇我駅間
- 東北線・高崎線・上越線・信越線：田端信号場駅 - 大宮操車場 - 大宮駅 - 倉賀野駅 - 高崎操車場 - 南長岡駅 - 新潟貨物ターミナル駅・黒井駅間、篠ノ井駅 - 長野駅間
- 常磐線：田端信号場駅 - 隅田川駅 - 馬橋駅間
- 中央線：国立駅 - 立川駅 - 八王子駅 - 塩尻駅 - 名古屋駅間
- 東海道線：清洲駅 - 稲沢駅間
- 篠ノ井線：塩尻駅 - 篠ノ井駅 - 南松本駅間
- しなの鉄道線：坂城駅 - 篠ノ井駅間、（北しなの線）長野駅 - 北長野駅間
- 高島線・根岸線：鶴見駅 - 根岸駅間

### 高崎第二機関区時代
蒸気機関車
- 9600形 -（在籍1947年-1951年）
- D50形 -（在籍1947年-1951年）
- D51形 -（在籍1947年-1951年）
- D52形 -（在籍1947年-1951年）

『国鉄動力車配置表』1931年より1965年までの1945年を除く隔年分から『世界の鉄道』1967年、朝日新聞社
電気機関車
- EF13形  -（在籍1947年-1951年）
- EF12形  -（在籍1949年-1955年）
- EF15形  -（在籍1949年-1967年）
- EF58形  -（在籍1949年、1953年-1967年）
- EF50形 -（在籍1953年）
- EF53形 -（在籍1953年-1967年）
- EF55形 -（在籍1953年-1955年、1961年-1963年）
- EF57形 -（在籍1959年-1961年）
- EF62形 -（在籍1963年-1967年）
- EF63形 -（在籍1963年）
- EF56形 -（在籍1965年-1967年）
- EF60形 -（在籍1965年）

『国鉄動力車配置表』1931年より1967年までの1945年、1957年を除く隔年分から『世界の鉄道』1969年、朝日新聞社